# فرودگاه بین‌المللی سنت جان
فرودگاه بین‌المللی سینت جانز (به انگلیسی: St. John's International Airport) یک فرودگاه همگانیِ باربری با کد یاتا YYT است که یک باند فرود آسفالت بتن دارد و طول باند آن ۱۵۳۳ متر است. این فرودگاه در کشور کانادا قرار دارد و در ارتفاع ۱۴۱متری از سطح دریا واقع شده‌است.

## شرکت‌های هواپیمایی و مقصدهای پروازی

### مسافری

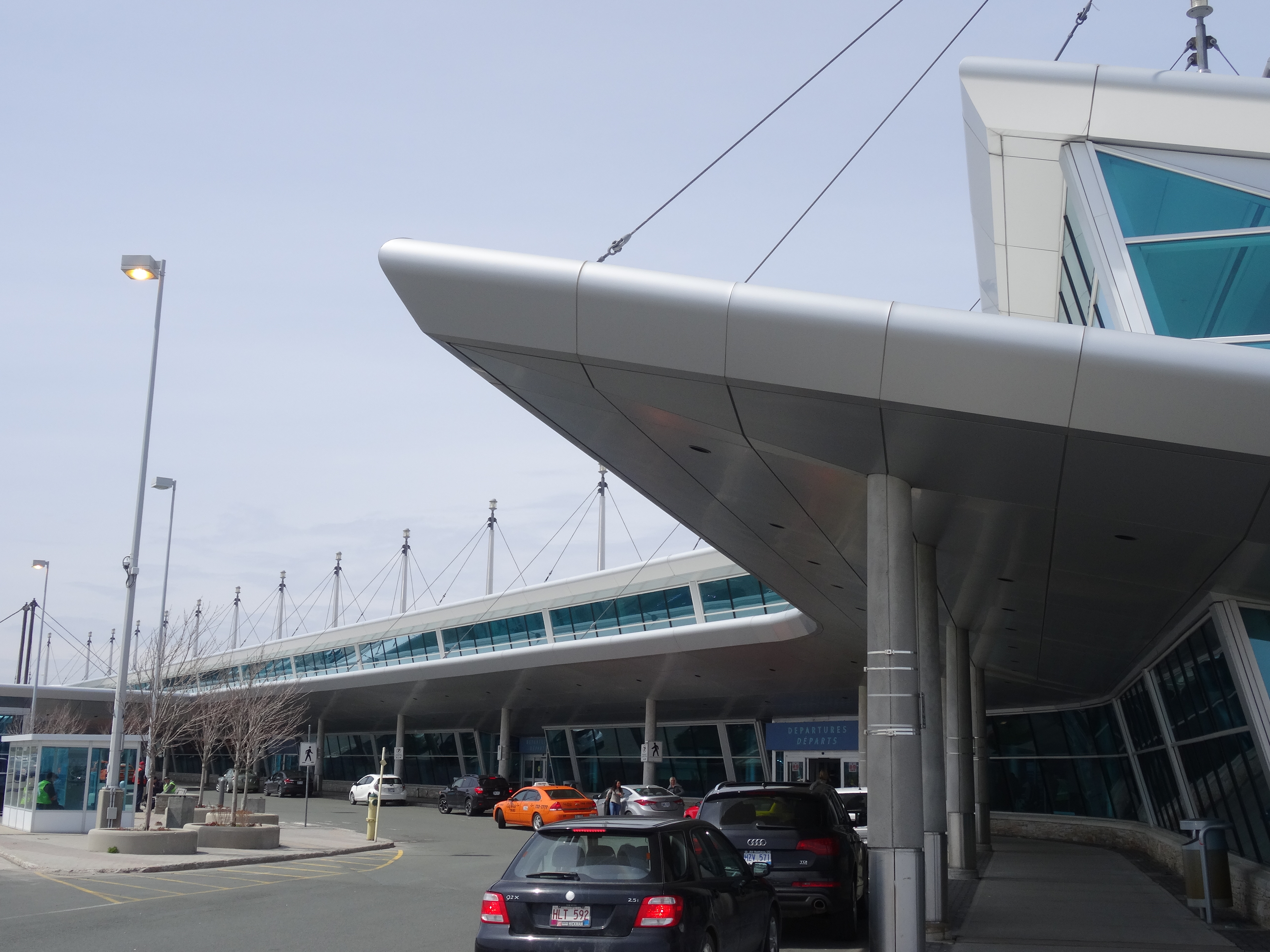
Terminal at St. John's Airport, May 2014

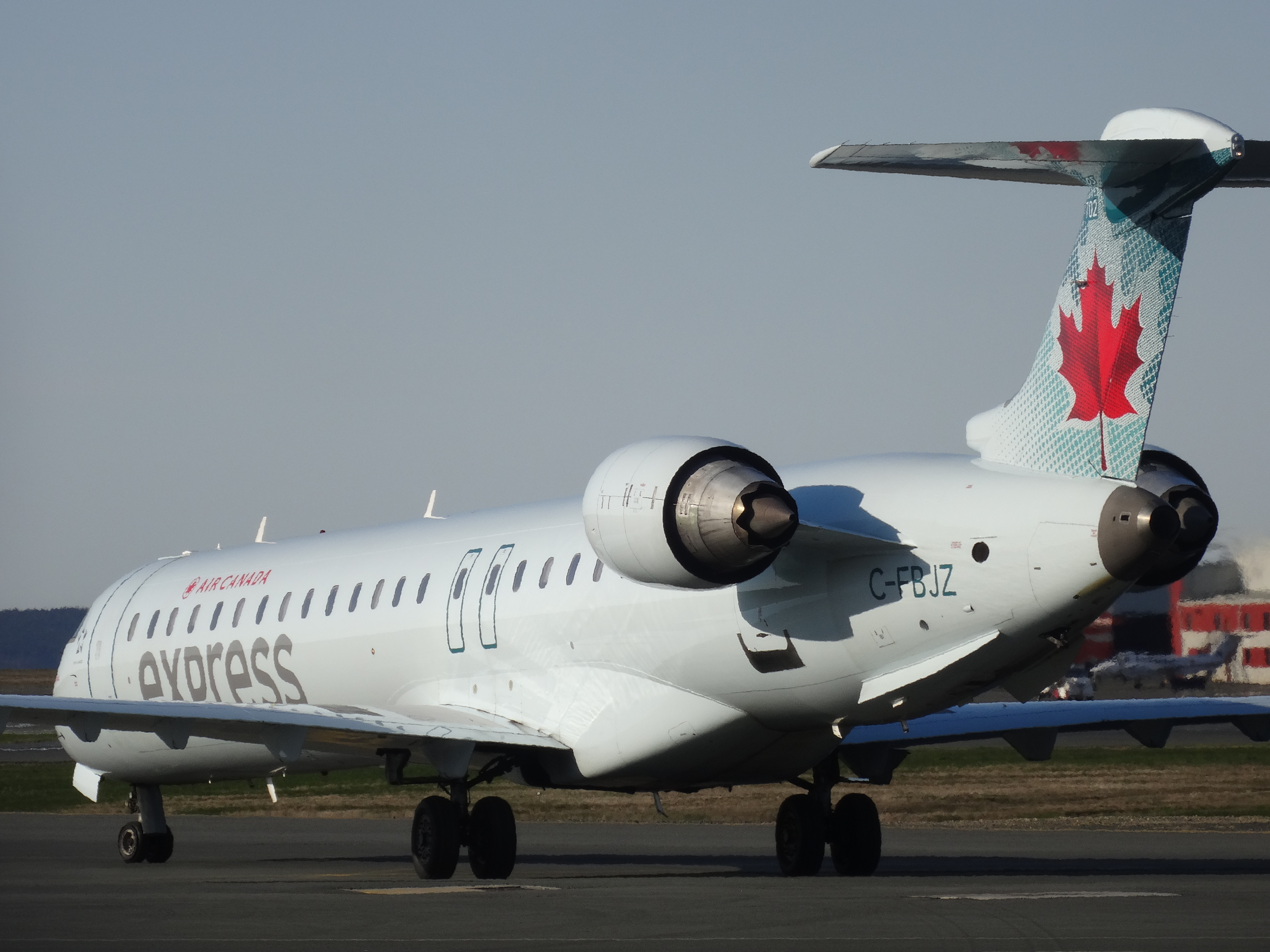
Air Canada Express CRJ705 getting ready to depart for Halifax

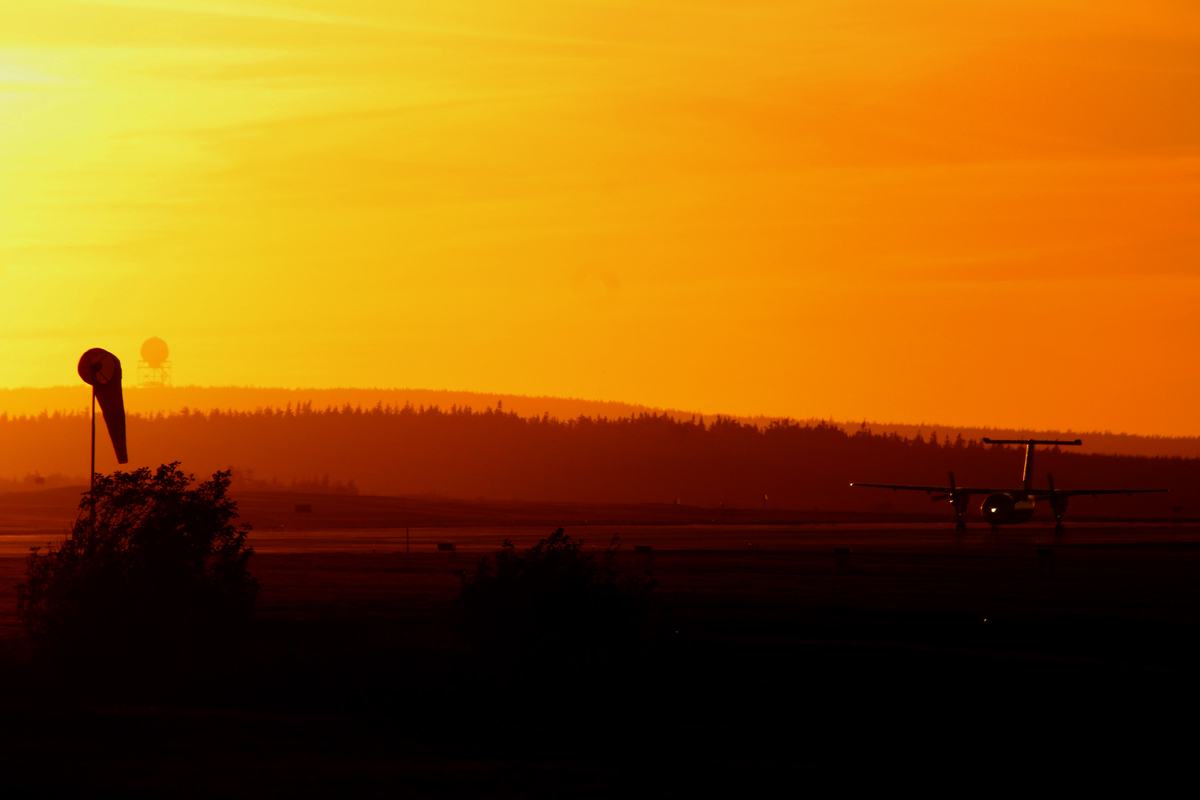
Provincial Airlines Dash-8 Sunset landing

| شرکت‌های هواپیمایی  | مقصدهای پروازی                                                                                         |
| ------------------ | --- |
| ایر کانادا         | هلفکس استانفیلد، هیترو لندن، مونترآل-پییر الیوت ترودو، پیرسون تورنتو                                   |
| Air Canada Express | منطقه‌ای دیر لیک، گندر، سی‌اف‌بی گوس بی، هلفکس استانفیلد، مونترآل-پییر الیوت ترودو، مک‌دونالد-کارتیر اتاوا |
| ایر لابرادور       | سی‌اف‌بی گوس بی                                                                                          |
| ایر سن-پیر         | سن-پیر                                                                                                 |
| Air Transat        | فصلی: اورلاندو، پونتا کانا                                                                             |
| پورتر ایرلاینز     | فصلی: هلفکس استانفیلد                                                                                  |
| پروونشل ایرلاینز   | گندر، منطقه‌ای دیر لیک، سنت آنتونی، سی‌اف‌بی گوس بی                                                       |
| سان‌وینگ ایرلاینز   | فصلی: کانکون، کینتانا رو، خاردینز دل ری، سنگستر, پیرسون تورنتو، خوآن گئوآلبرتو گومس                    |
| وست جت             | هلفکس استانفیلد، اورلاندو، پیرسون تورنتو فصلی: کالگری، دوبلین، گاتویک، مک‌دونالد-کارتیر اتاوا، تمپا     |
| WestJet Encore     | هلفکس استانفیلد                                                                                        |